# Antonia Maymón
Antonia Rufina Maymón Giménez (Madrid, 18 de juliol de 1881- Beniaján, Múrcia, 20 de desembre de 1959) va ser una pedagoga racionalista, militant naturista, anarquista i feminista espanyola que va publicar llibres de diverses temàtiques.

## Biografia
Antonia Rufina Maymón Giménez va néixer el 18 de juliol de 1881 a Madrid. Posteriorment es va traslladar a Aragó, d'on provenia la seva família.
Va estudiar magisteri a l'"Escola Normal Femenina" de Saragossa, ciutat en què va contraure matrimoni amb el professor anarquista Lorenzo Laguna. Donada la seva participació en el Comitè Nacional contra la guerra del Marroc, va ser processada i condemnada juntament amb Teresa Claramunt i Josefa López. Duran aquests anys ella comença a escriure els seus primers articles periodístics en diferents diaris anarquistes com "La enseñanza moderna" i "Cultura y Acción". La parella es va exiliar a Bordeus l'any 1911, d'on Antonia va tornar amnistiada dos anys més tard a la mort del seu marit.
A partir del seu retorn, va exercir d'oradora en infinitat de mítings per tot el país i va treballar com a mestra d'escola a Barcelona, Sant Feliu de Guíxols, Elda i Beniaján, municipi on hi viure durant molts anys i on va arribar a fundar un ateneu cultural. Impulsora del moviment naturista a Espanya, va participar i presidir congressos sobre els seus ideals a Bilbao i Màlaga.
Al proclamar-se la Segona República Espanyola, Maymón es traslladà a Beniaján de forma definitiva. Allà va donar mítings per a la Confederació Nacional del Treball (CNT), va mantenir una escola en la seva pròpia casa i va desenvolupar una intensa tasca social entre els més necessitats. L'any 1932 va publicar "Estudios Racionalistas", on exposa el seu pensament educatiu de l'escola única per a nens i nenes sense distinció de classes socials.
Al acabar la Guerra Civil espanyola, va ser condemnada i empresonada fins a 1944. Dos anys més tard va tornar a estar detinguda durant gairebé un any, sortint de la presó amb la seva salut ja molt minvada. Va retornar a casa seva de Beniaján, on va donar classes particulars. Va morir en un hospital local el 20 de desembre de 1959.

## Ideals i obres
«Estoy plenamente convencida de que, criados en plena Naturaleza, bien dirigidas sus aptitudes, desarrollados sus sentimientos para el bien, recibiendo, en fin, una integral educación, se transformarán en seres dulces, amorosos, justos y razonables».
Maymón defensava el naturisme i l'anarquisme com dos ideals diferents però convergents en un mateix objecte, un ordre natural on no caben jerarquies ni injustícies:
«Para mi no es naturismo aquel que no se preocupa de la vida integral del individuo y como ésta solo puede desarrollarse dentro de una sociedad igualitaria, sin leyes ni gobiernos, sin explotadores ni explotados, deduzco de aquí la consecuencia de que las ideas naturismo y anarquismo van tan íntimamente unidas, que no pueden separarse sin que a cada una de ellas les falte algo para ser completa».
També va destacar com una incipient feminista:
«Algo les costará a los hombres ver a las mujeres igualarse a ellos, y a las mujeres acostumbrarse a luchar contra rutinas y convencionalismos, pero hay que tener confianza en esa juventud renovadora».
Va escriure molt sobre naturisme, però també sobre la seva gran passió: l'educació. Entre 1908 i 1939 va col·laborar en nombroses publicacions afins de manera ininterrompuda com Acción Social Obrera, Cultura y Acción, Despertar, La Enseñanza Moderna, Helios, Humanidad Nueva, Ideas y figuras, Inquietudes, Naturismo, Nueva Aurora, Solidaridad Obrera, Tiempos Nuevos, Tierra y Libertad, Vértice o Vida y Trabajo, entre d'altres.

### Estudis
- 'Anarquismo y naturismo' (1925)
- 'Hacia el ideal' (1927)
- 'Amamos' (1932), entre otros.
- 'Humanidad libre. Esbozo racionalista'

### Novel·les
- 'Madre' (1925)
- 'La perla' (1927)
- 'El hijo del camino' (1931)